# Herrmann Zschoche
Herrmann Zschoche (ur. 25 listopada 1934 w Dreźnie) – niemiecki reżyser i scenarzysta filmowy. Na przestrzeni lat 1961–1994 wyreżyserował 25 filmów. Jego film Roczne poręczenie (1981) zaprezentowano w konkursie głównym na 32. MFF w Berlinie.

## Wybrana filmografia
- Roczne poręczenie (1981)